# Telesync
Telesync (TS) is een van de vele termen die filmpiraten gebruiken om aan te geven van welke bron de vaak downloadbare film afkomstig is. Gewoonlijk wordt een telesyncfilm uitgebracht op dvd, vcd, svcd of in het xvid/divx-formaat. 
Een telesync is een filmkopie die opgenomen is met een videocamera in een bioscoop, vaak met behulp van een professionele camera op een statief, met een directe verbinding naar de geluidsbron, vaak een FM-uitzending voor slechthorenden, of in een drive-inbioscoop voor auto's. Hierdoor is de geluidskwaliteit aanzienlijk hoger dan die van camversies, waarbij de cameramicrofoon wordt gebruikt.
Telesyncfilms verschijnen net als camfilms vaak binnen enkele dagen na de bioscooppremière van een film.

## Nederland
Het uploaden van dit soort films, zonder betaling van de verschuldigde auteursrechtvergoeding of eventueel benodigde toestemming van auteursrechthebbenden, is in Nederland illegaal. Het downloaden van dit soort content was tot 10 april 2014 legaal in Nederland, maar nu het downloadverbod actief geworden is, is het ook in Nederland verboden om dit soort bestanden te downloaden.